# Dodge Tomahawk

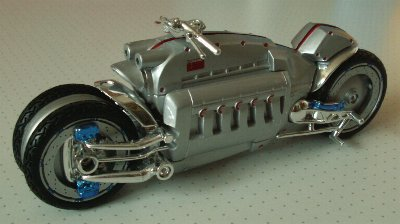
Modell av en Dodge Tomahawk

Dodge Tomahawk är en konceptmotorcykel byggd kring en V10-motor från Dodge Viper. Den är rent tekniskt möjlig att framföra, men inte manövrerbar nog för att kunna användas praktiskt eller få framföras på allmän väg. En teoretisk toppfart på 600 km/h har angivits som funktion av luftmotstånd och motoreffekt, men siffran är baserad på ett rent tankeexperiment och inte på praktiska försök.